# Процівський дуб
Процівський дуб — ботанічна пам'ятка природи місцевого значення. Об'єкт розташований на території Бориспільського району Київської області, ДП «Бориспільське лісове господарство» Бориспільський район, знаходиться в орнітологічному заказнику місцевого значення «В'язове».
Площа — 0,01 га, статус отриманий у 2016 році.
Унікальний екземпляр дуба черешчатого віком біля 300 років знаходиться в орнітологічному заказнику місцевого значення «В'язове».
Параметри: обхват 5 м., висота 40 м., вік близько 300 років, на висоті 7 метрів розгалужується на два стволи.
Зростає в Бориспільському районі в орнітологічному заказнику місцевого значення «В'язове», Бориспільський лісгосп, кв. 18, Кійлівське лісництво, в 100 м від будиночка лісника на узбіччі лісової дороги, що йде вниз.